# نهر شير (كيسكان)
نهر شیر (بالفارسية: نهرشیر) هي قرية تقع في إيران في قسم كيسكان الريفي. يقدر عدد سكانها بـ 94 نسمة بحسب إحصاء 2016.